# Râmnicu Vâlcea
Râmnicu Vâlcea Románia Vâlcea megyéjének legnagyobb városa és székhelye. Olténiában, az Olt folyó partján fekszik.

## Története
1388-ban Mircea cel Bătrân említi először, egy okiratában, Râmnic néven, mint uralkodói székhelyét. 1543-ban egy kisebb méretű erődöt építettek a település mellé.
1848-ban itt zenésítette meg Anton Pann, Andrei Mureșanu Ébredj, román! (Deșteaptă-te, române!) című versét, ami ma Románia nemzeti himnusza.

## Lakosság
Etnikai megoszlása:
- Románok: 105 949 (98,35%)
- Romák: 1357 (1,25%)
- Magyarok: 200 (0,18%)
- Más: 0,22%

## Híres emberek
- Gheorghe I. Lahovary (1838–1909), író, a Román Nemzeti Akadémia tiszteletbeli tagja volt
- Ion Emanuel Florescu (1819-1893), román tábornok, Románia miniszterelnöke (1876-ban és 1891-ben)
- Dem Rădulescu (1931–2000), színész, komikus, egyetemi tanár
- Nicolae Manolescu (1939–), akadémikus, kritikus, publicista, novellaíró, irodalomtörténész, politikus
- Eugen Negrici (1941–), kritikus, irodalomtörténész, a román irodalom professzora
- Gabriel Liiceanu (1942–), filozófus, író
- Alexandru Papadopol (1975–), színész
- Radu Berceanu (1953–), politikus
- Cătălin Ștefănescu (1968–), TV szerkesztő
- Ion Măldărescu (1941–), író, publicista
- Doru Moțoc, dramaturg, író, költő, publicista
- Horia Moculescu, (1937–), zeneszerző
- George Țărnea, (1945–2003), költő, újságíró
- Rodica Iliescu, (1950–), festő
- Adriana Titieni, színésznő
- Dorel Zugrăvescu, (1930–2019), geofizikus, a Román Akadémia tagja
- Coca Bloos (1946–), színésznő
- Marius Rizea (1975–), színész
- Kurtfritz Handel (1941), szobrász
- Emil Gaghel (1945–1995), szobrász

## Külső hivatkozások
- Virtuális látkép Râmnicu Vâlcea-ról[halott link]